# 니시다 마스지로
니시다 마스지로(일본어: 西田 満寿次郎)는 일본의 축구 선수이다.

## 지도자 경력
1923년 일본 국가대표팀 감독으로 선임되었다. 극동 선수권 대회에 출전했다.